# Waverly
Waverly es un lugar designado por el censo ubicado en el condado de Eaton en el estado estadounidense de Míchigan. En el Censo de 2010 tenía una población de 23925 habitantes y una densidad poblacional de 1.012,55 personas por km².

## Geografía
Waverly se encuentra ubicado en las coordenadas 42°44′18″N 84°38′2″O / 42.73833, -84.63389. Según la Oficina del Censo de los Estados Unidos, Waverly tiene una superficie total de 23.63 km², de la cual 23.49 km² corresponden a tierra firme y (0.6%) 0.14 km² es agua.

## Demografía
Según el censo de 2010, había 23925 personas residiendo en Waverly. La densidad de población era de 1.012,55 hab./km². De los 23925 habitantes, Waverly estaba compuesto por el 75.18% blancos, el 13.85% eran afroamericanos, el 0.54% eran amerindios, el 4.24% eran asiáticos, el 0% eran isleños del Pacífico, el 2.17% eran de otras razas y el 4.02% pertenecían a dos o más razas. Del total de la población el 6.9% eran hispanos o latinos de cualquier raza.